# Europij
Europij je kemijski element atomskog (rednog) broja 63 i atomske mase 151,964(1). U periodnom sustavu elemenata predstavlja ga simbol Eu.
Ime je dobio po kontinentu Europi, a simbol mu je isti kao kratica Europske unije.